# Patricia Velásquez
Patricia Carola Velásquez Semprún (Maracaibo, 31 gennaio 1971) è un'attrice e supermodella venezuelana.
In campo cinematografico, è ricordata soprattutto per il ruolo di Anck-su-Namun nei primi due film della trilogia de La mummia.

## Biografia
Quintogenita di sei figli, Patricia Velásquez nasce a Zulia, in Venezuela, il 31 gennaio del 1971 da padre venezuelano di origini meticcie e da madre venezuelana di etnia wayuu. Entrambi i genitori erano insegnanti; suo padre lavorava inoltre per l'UNESCO e, di conseguenza, Velásquez trascorse parte della sua infanzia ed adolescenza in Messico e in Francia. Frequentò la scuola superiore San Vicente de Paul, diplomandosi nel 1987. Dopo un anno di studi al college, partì per Milano per perseguire la carriera di modella. Nel 1989 partecipò al concorso Miss Venezuela rappresentando il dipartimento di La Guajira e piazzandosi settima.
Parla quattro lingue (inglese, francese, italiano e spagnolo).

## Carriera
Nel 1997 studia Arte drammatica a Los Angeles e a New York. Nel 1998 inizia a sfilare in passerella per sfilate di moda prêt-à-porter per stilisti come Antonio Berardi, Bella Freud, Corinne Cobson, Claude Montana, e Dolce & Gabbana. Velásquez è stata testimonial per Chanel's Allure, Roberto Verino's Verino fragrance, oltre che per Victoria's Secret. All'inizio della sua carriera come modella, apparve in diverse edizioni della rivista annuale Sports Illustrated Swimsuit Issue. Ciò le permise di assicurarsi un largo numero di impegni nel settore della moda, che come risultato, le fece ottenere la 45ª posizione tra le "100 Donne più Hot" della rivista Maxim del 2001 e la sedicesima tra le "102 Donne più sexy nel mondo" della rivista Stuff Magazine del 2002. In seguito è stata modella per la L'Oréal.
Patricia Velásquez ha inoltre affiancato alla carriera da modella quella di attrice: la fama a livello internazionale le arriva grazie all'interpretazione di Anck-su-Namun nel film La mummia e nel sequel del 2001 La mummia - Il ritorno. Nel primo film, il suo personaggio debutta in scena con il corpo completamente dipinto attraverso un body painting complesso. I titoli di coda dei film in cui Velásquez recita omettono normalmente l'accento acuto sulla a del suo cognome.
In campo televisivo, Velásquez ha interpretato il personaggio di Begoña in diversi episodi di The L Word durante la 5ª stagione (2008).
Ha avuto inoltre un ruolo ricorrente in diverse serie televisive come Arrested Development, interpretando Marta Estrella, e in CSI: Miami nell'episodio From The Grave come ospite speciale. Ha avuto anche un ruolo ricorrente nella prima edizione di Rescue Me.

## Vita privata
Patricia Velasquez ha attualmente una compagna di nome Jennifer Kriz.

## Filantropia

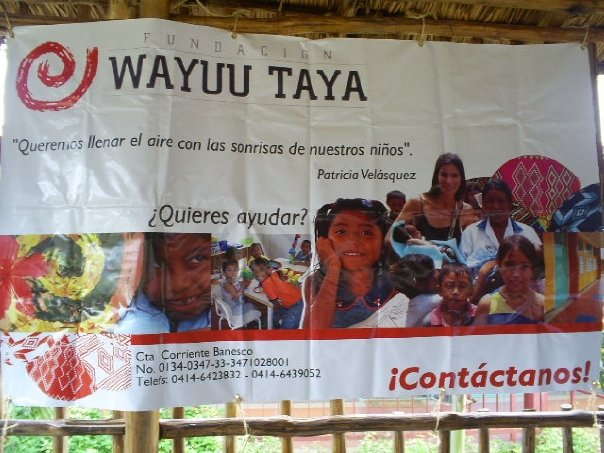
Manifesto della Fundación Wayú Taya

Nel 2002 fonda la Wayúu Tayá Foundation, un'organizzazione non-profit dedicata all'assistenza della tribù venezuelana Wayuu.

## Filmografia

### Attrice

#### Cinema
- Le jaguar, regia di Francis Veber (1996)
- Eruption, regia di Gwyneth Gibby (1997)
- Beowulf, regia di Graham Baker (1999)
- No Vacancy, regia di Marius Vaysberg (1999)
- La mummia (The Mummy), regia di Stephen Sommers (1999)
- Lui, lei e gli altri (Committed), regia di Lisa Krueger (2000)
- Facade, regia di Carl Colpaert (1999)
- San Bernardo, regia di Joan Potau (2000)
- Turn It Up, regia di Robert Adetuyi (2000)
- La mummia - Il ritorno (The Mummy Returns), regia di Stephen Sommers (2001)
- Nella mente del serial killer (Mindhunters), regia di Renny Harlin (2004)
- Zapata: The Dream of a Hero, regia di Alfonso Arau (2004)
- Eternal Ashes, regia di Margarita Cadenas (2011)
- Liz in September, regia di Fina Torres (2014)
- Guys Reading Poems, regia di Hunter Lee Hughes (2016)
- La Llorona - Le lacrime del male (The Curse of La Llorona), regia di Michael Chaves (2019)
- Malignant, regia di James Wan (2021)

#### Televisione
- Gia - Una donna oltre ogni limite (Gia), regia di Michael Cristofer - film TV (1998)
- Ed - serie TV, episodio 2x05 (2001)
- Fidel - La storia di un mito (Fidel), regia di David Attwood - miniserie TV (2002)
- American Family - serie TV, 15 episodi (2002-2004)
- Rescue Me - serie TV, 2 episodi (2004)
- Una giornata davvero speciale (The Twelve Days of Christmas Eve), regia di Martha Coolidge - film TV (2004)
- CSI: Miami - serie TV, episodio 4x01 (2005)
- The L Word - serie TV, 5 episodi (2008)
- Ugly Betty - serie TV, episodio 4x13 (2010)
- Almighty Thor, regia di Christopher Ray - film TV (2010)
- Hawaii Five-0 - serie TV, episodio 9x19 (2019)

#### Video musicali
- Breaking the Girl - Red Hot Chili Peppers (1992)

### Doppiatrice
- SSX Tricky (2001) - videogioco
- Little Heroes, regia di Juan Pablo Buscarini (2017)
- Shadow of the Tomb Raider (2018) - videogioco

## programmi televisivi
- The Apprentice - programma TV (2012) concorrente

## Agenzie
- Models 1 Agency
- Ford Models - New York
- IMG Models - Parigi
- Bookings - Venezuela

## Pubblicazioni
Straight Walk: A Supermodel's Journey To Finding Her Truth (2015)